# Incisura semilunaris ulnae

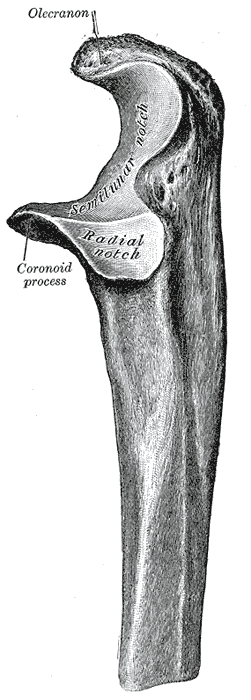
Egy singcsont (jól látható mélyedés)

Az incisura semilunaris ulnae egy nagy mélyedés a singcsonton (ulna). Az olecranon és a processus coronoideus ulnae alakítja ki és a trochlea humeriba illeszkedik. Ez a mélyedés konkáv fentről és egy laterlais valamint egy medialis részre oszlik egy sima kiemelkedés miatt. A medialis rész nagyobb és konkáv, a lateralis konvex fentről és konkáv alulról.

## Külső hivatkozások
- Képek Archiválva 2007. szeptember 27-i dátummal a Wayback Machine-ben
- Kép